# 후나족

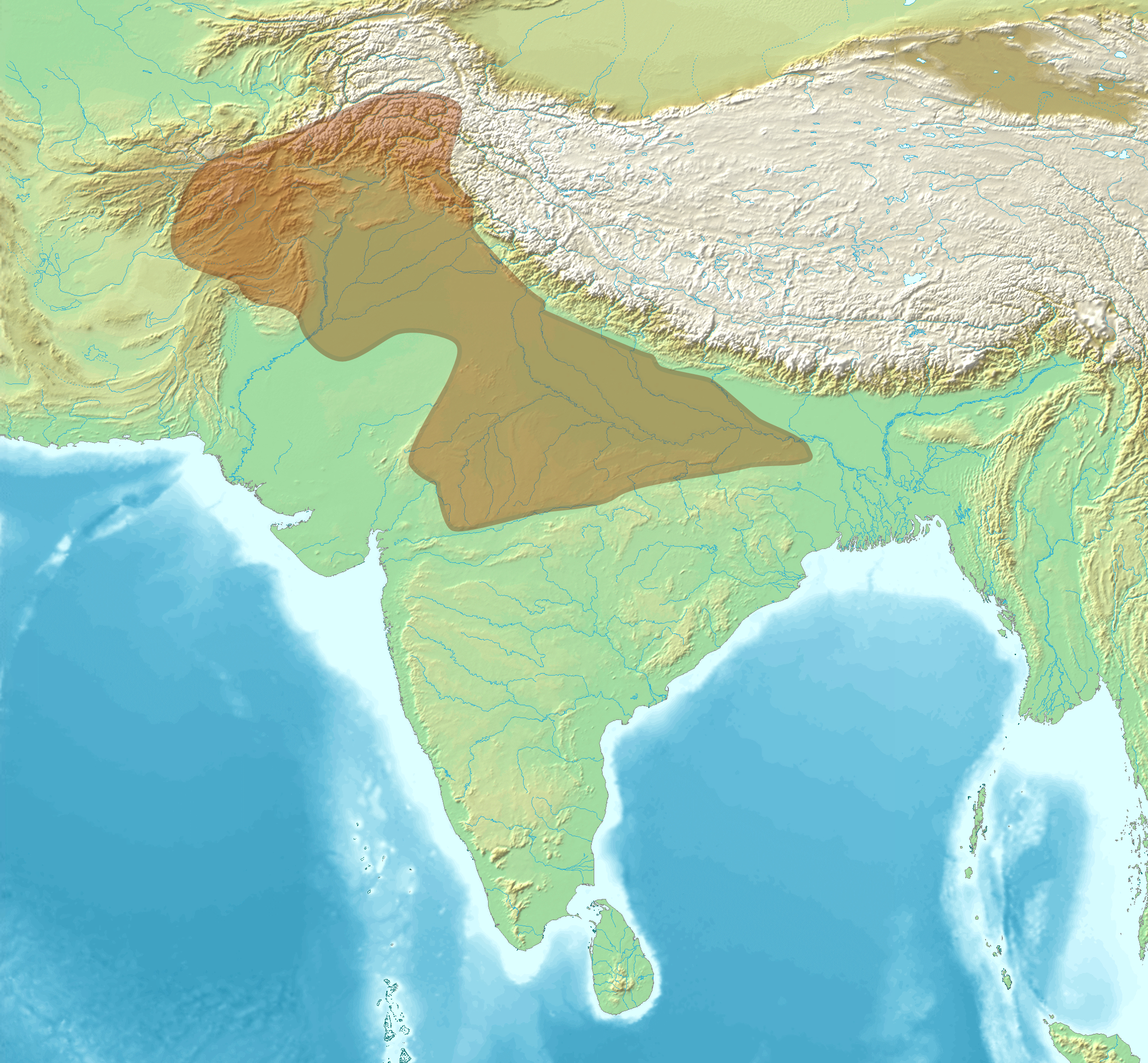
후나족의 활동영역.

후나족(중기 브라흐미 문자: )은 5세기 말이나 6세기 초에 카이베르 고개를 통해 인도 아대륙에 들어온 중앙아시아 부족 집단들을 고대 인도인들이 지칭하던 표현이다. 후나족은 에란과 카우샴비까지 남쪽으로 확장하여 굽타 제국을 크게 약화시켰다. 후나족은 궁극적으로 말와 왕 야소다르만과 굽타 황제 나라심하굽타를 포함하는 인도 연합군에 의해 패배했다. 그들은 서기 528년에 후나 군대와 후나족의 통치자인 미히라쿨라를 무찌르고 후나족을 인도에서 몰아냈다. 굽타족은 이 원정에서 소규모의 역할만 한 것으로 사료된다.
후나족은 시온족 및 에프탈족, 키다라족, 알촌족 및 네자크족을 포함하는 것으로 생각된다. 그러한 이름은 힌두 문헌에 언급된 하라후나라는 이름과 함께 때때로 일반적으로 후나에 사용되었다. 이 집단은 후나족의 구성 요소인 것으로 보이지만 이러한 이름이 반드시 동의어는 아니다. 일부 저자는 후나족이 중앙아시아의 에프탈 훈족이라고 주장한다. 같은 시기에 유럽을 침략한 중앙아시아 민족인 훈족과 후나족의 관계도 불분명하다.
인도에서 가장 먼 지리적 범위에서 후나족이 통제하는 영토는 인도 중부의 말와까지 확대되었다. 그들의 반복된 침략과 전쟁 손실은 굽타 제국이 쇠퇴한 주요 원인이었다.

## 역사

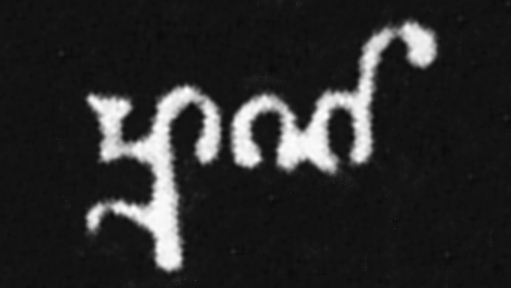
6세기 뢰스탈 비문의 12행(16절)에 있는 인도어 단어 "후나"(Hūṇā)

중국 자료는 후나족을 구성하는 중앙아시아 부족들을 동북아시아의 흉노와 나중에 유럽에 침입하여 정착한 훈족 둘 다와 연관짓는다. 마찬가지로 제럴드 라슨은 후나족이 중앙아시아에서 온 튀르크 - 몽골 집단이라고 주장한다. 클라우디오스 프톨레마이오스 (2세기)의 작품은 훈족을 언급한 최초의 유럽 문헌 중 하나이며, 마르켈리누스와 프리스코스의 문헌들이 그 뒤를 잇는다. 이 문헌들은 또한 훈족이 내륙아시아 사람들이었다는 것을 암시한다.

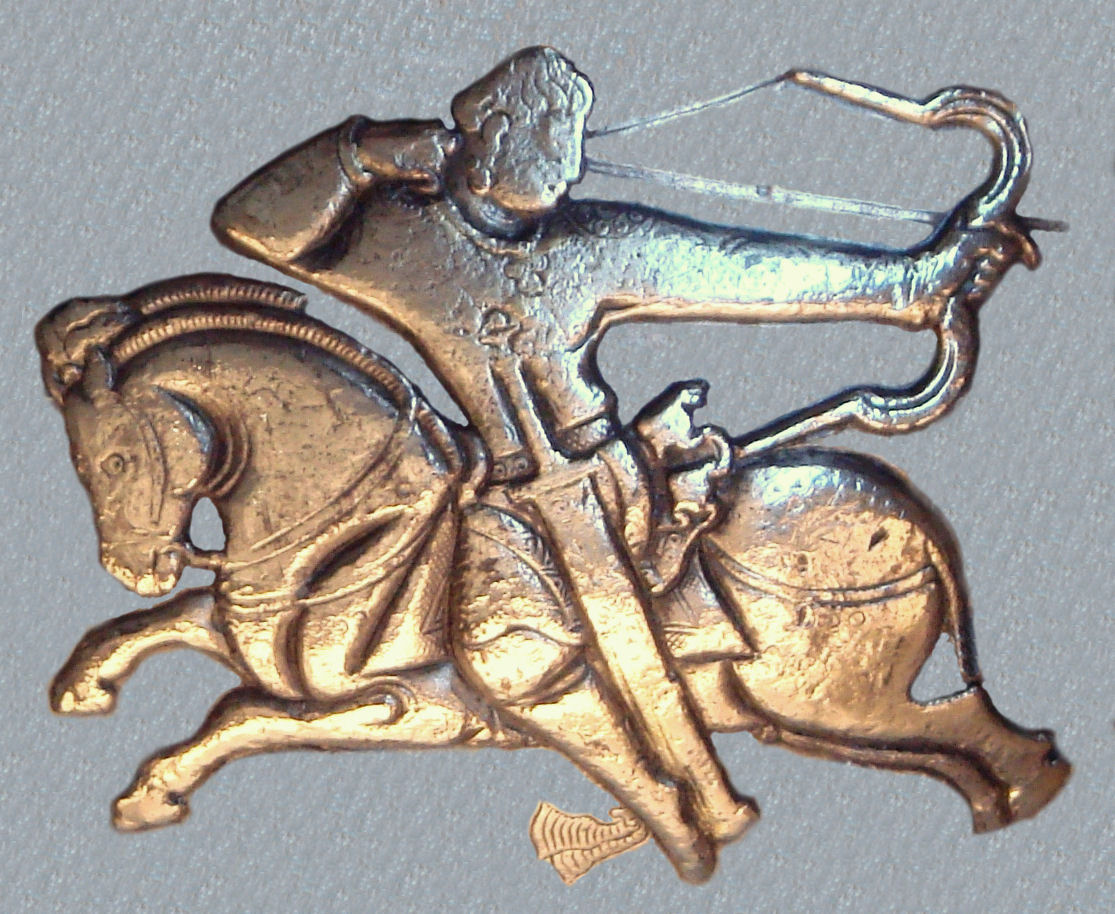
대영 박물관에 소장된 서기 460-479 사이의 에프탈 기병. 카이사레아의 프로코피우스에 따르면, 그들은 "사실상 같은 이름을 지녔을 뿐만 아니라" 유럽의 훈족들과 같은 계통이었지만, 정착적이고 피부가 하얗다.

6세기 로마 역사가 카이사레아의 프로코피우스(Book I. ch. 3)는 유럽의 훈족을 사산 제국을 정복하고 인도 북서부를 침략한 에프탈 또는 "백훈족"과 연관짓고 그들이 "실제로 같은 이름일 뿐 아니라" 같은 혈통이라고 말했다. 비록 그가 에프탈이 정착적이고 흰색 피부를 가졌으며 "추하지 않은" 특징을 가지고 있다는 점에서 에프탈과 훈족을 대조했지만 말이다.
백훈족이라고 불리는 에프탈 훈족 [...] 에프탈 훈족들은 이름뿐 아니라 실제로도 훈족의 혈통이지만, 에프탈족은 우리에게 알려진 어떤 훈족과도 어울리지 않는다. 왜냐하면 그들은 그들과 인접하지도 않고 심지어 그들과 매우 가깝지도 않은 땅을 차지하고 있기 때문이다. 그러나 그들의 영토는 페르시아의 바로 북쪽에 위치하고 있다 [...] 그들은 다른 훈족과 같은 유목민이 아니라 오랜 기간 동안 좋은 땅에 정착했다... 흉노들 중에서 추하지 않은 하얀 몸과 얼굴을 가진 사람들은 그들뿐이다. 그들의 삶의 방식이 그들의 친척들과 같지도 않고, 그들처럼 야만적인 삶을 살지도 않는다는 것도 사실이다; 하지만 그들은 한 왕에 의해 통치되고 있고, 그들은 합법적인 헌법을 가지고 있기 때문에, 그들은 서로 그리고 그들의 이웃들과 거래할 때 로마인과 페르시아인에 못지 않게 옳고 정의를 지킨다.

4세기 후반에 박트리아를 침공한 키다라족은 일반적으로 인도 아대륙에 진입한 후나족의 첫 번째 물결로 간주된다.
5세기 스칸다굽타 휘하의 굽타 제국은 서기 460년에 북서쪽에서 한 번의 훈족의 공격을 성공적으로 격퇴했다. 그러나 다음 몇 년 동안 후나족은 아대륙으로 진출할 수 있었다.
그들은 처음에 중앙 아시아의 옥수스 분지에 기반을 두고 있었고, 서기 465년경 인도 아대륙 북서부의 간다라에 대한 통제권을 확립했다. 그곳에서 그들은 인도 북부, 서부 및 중부 여러 지역으로 흩어졌다. 후나족은 라마야나, 마하바라타, 푸라나 및 칼리다사의 라구밤사와 같은 여러 고대 문헌에서 언급되었다.
서기 528년, 인도 왕 연합군이 이끄는 또 다른 원정군이 마침내 미히라쿨라 왕과 그의 후나 군대를 물리쳤다. 승리는 인도 중부의 만다사우르에 있는 연합군 지도자 중 한 명인 야쇼다르만 왕을 기리기 위해(그리고 그를 찬양하기 위해) 세워진 비문에 세겨졌다. 이 비문에서 후나 왕은 '무례하고 잔인한' 것으로 묘사된다. 그들은 또한 북서부 지역의 불교 사원과 학습 센터를 파괴한 책임이 있다.
몽골-티베트 역사가 숨파 예셰 펠조르(18세기에 저술)는 야바나인 (그리스인), 캄보자족, 투카라인, 카사인 및 다라다인을 포함하여 고대부터 중앙아시아에서 발견된 다른 민족과 함께 후나족을 나열한다.

### 구르자라-프라티하라족

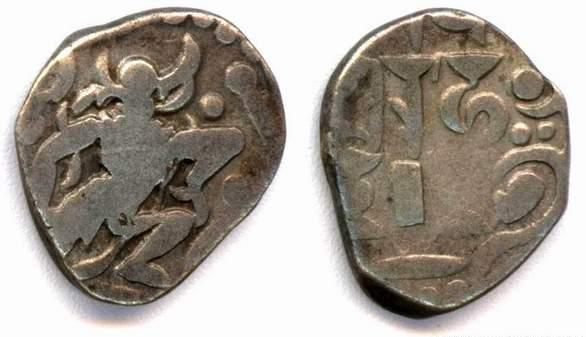
카나우지의 왕 미히라 보자의 구르자라-프라티하라 주화.

구르자라-프라티하라는 후나족이 해당 지역을 침공한 직후인 서기 6세기경에 갑자기 북인도에서 정치 세력으로 등장했다. 구르자라-프라티하라족은 알촌 훈족("백훈족")과 토착 인도인들과의 융합으로 형성되었을 것으로 보이며, 정확한 기원은 불분명하지만 훈족 국가로 간주될 수 있다. 바나의 하리샤차리타(서기 7세기)에서 구르자라족은 후나족과 관련이 있다.
후나족 중 일부는 또한 호전적인 라지푸트족의 형성에 기여했을 수 있다.

## 종교
후나족의 종교관은 알려지지 않았으며 조상 숭배, 토테미즘 및 애니미즘의 조합으로 여겨진다.
바다흐샨과 나중에 간다라에 있는 그의 여름 거주지에서 에프탈 유목민의 우두머리를 방문한 승려 송윤과 혜정은 그들이 불교를 믿지 않고 많은 신을 섬기는 것을 관찰했다.

## 갤러리

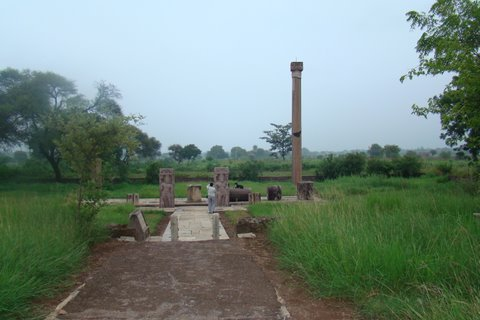
훈족에 대한 승리를 주장하는 만자우르의 손다니에 있는 야쇼다르만의 승리 비문.
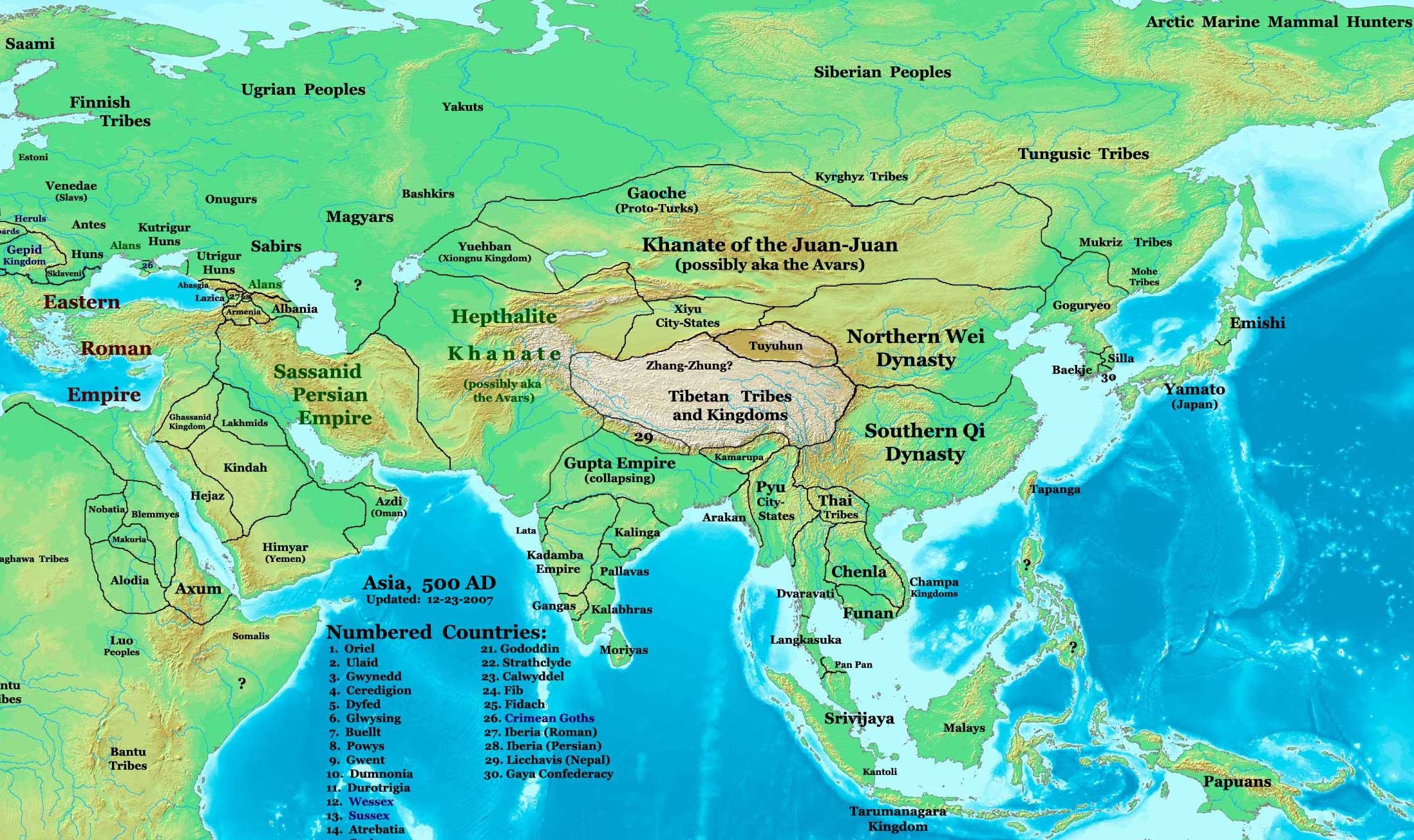
서기 500년의 아시아, 최대 범위의 후나 강역을 보여준다.
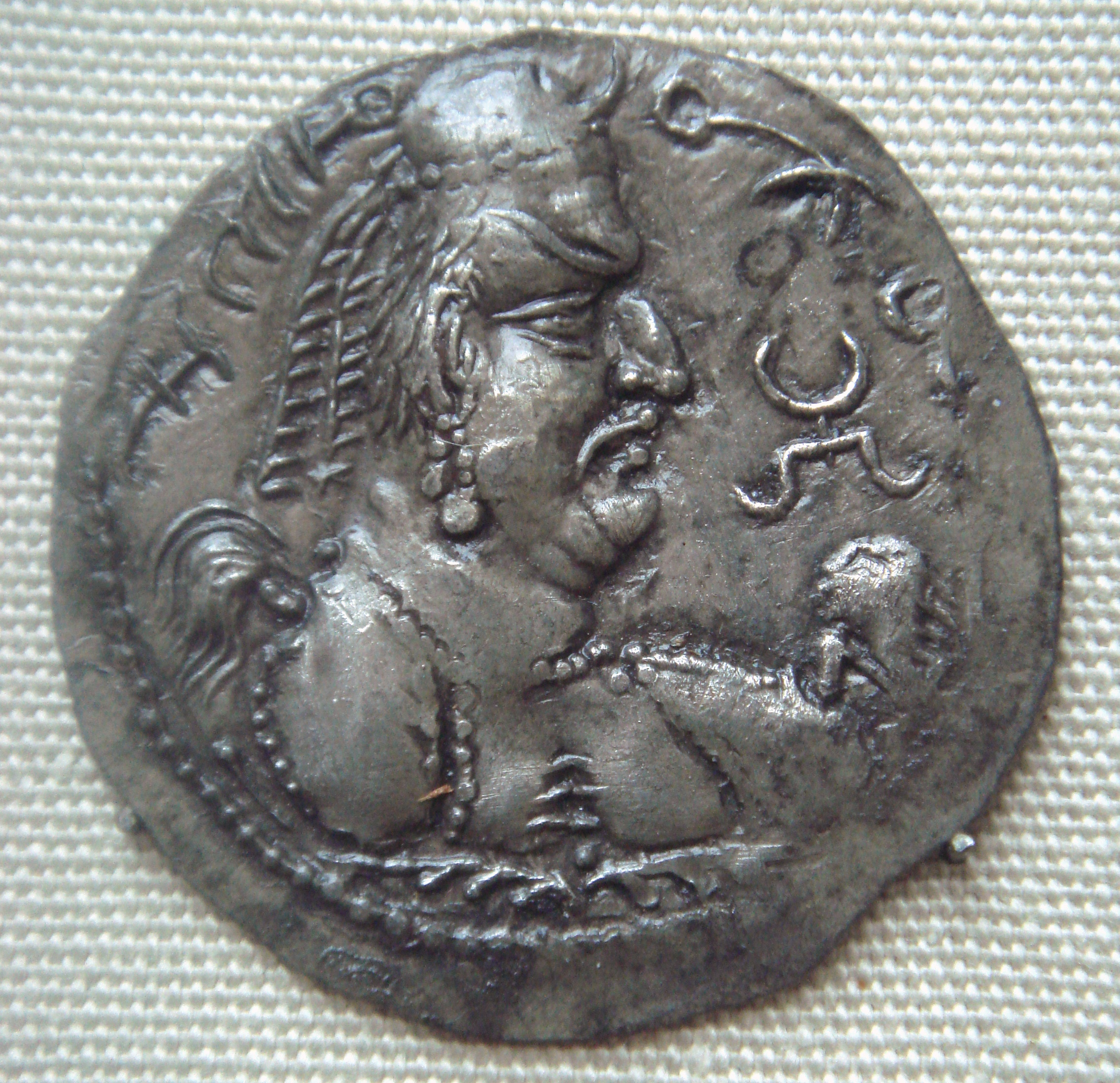
알촌 훈족의 왕 킹길라.
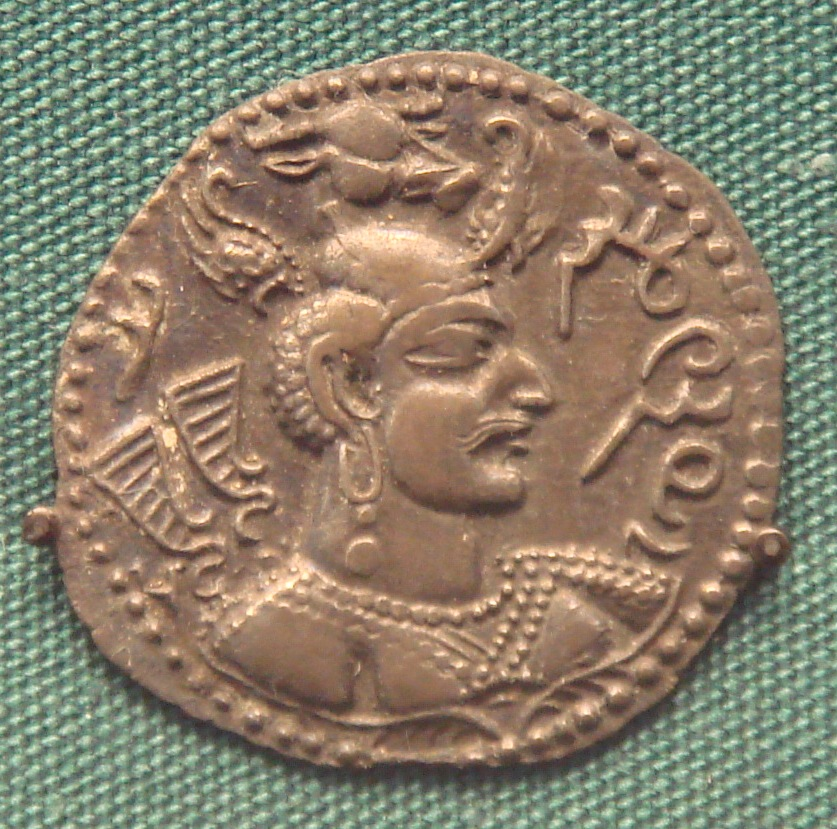
네자크 훈족의 왕 나프키 말카.
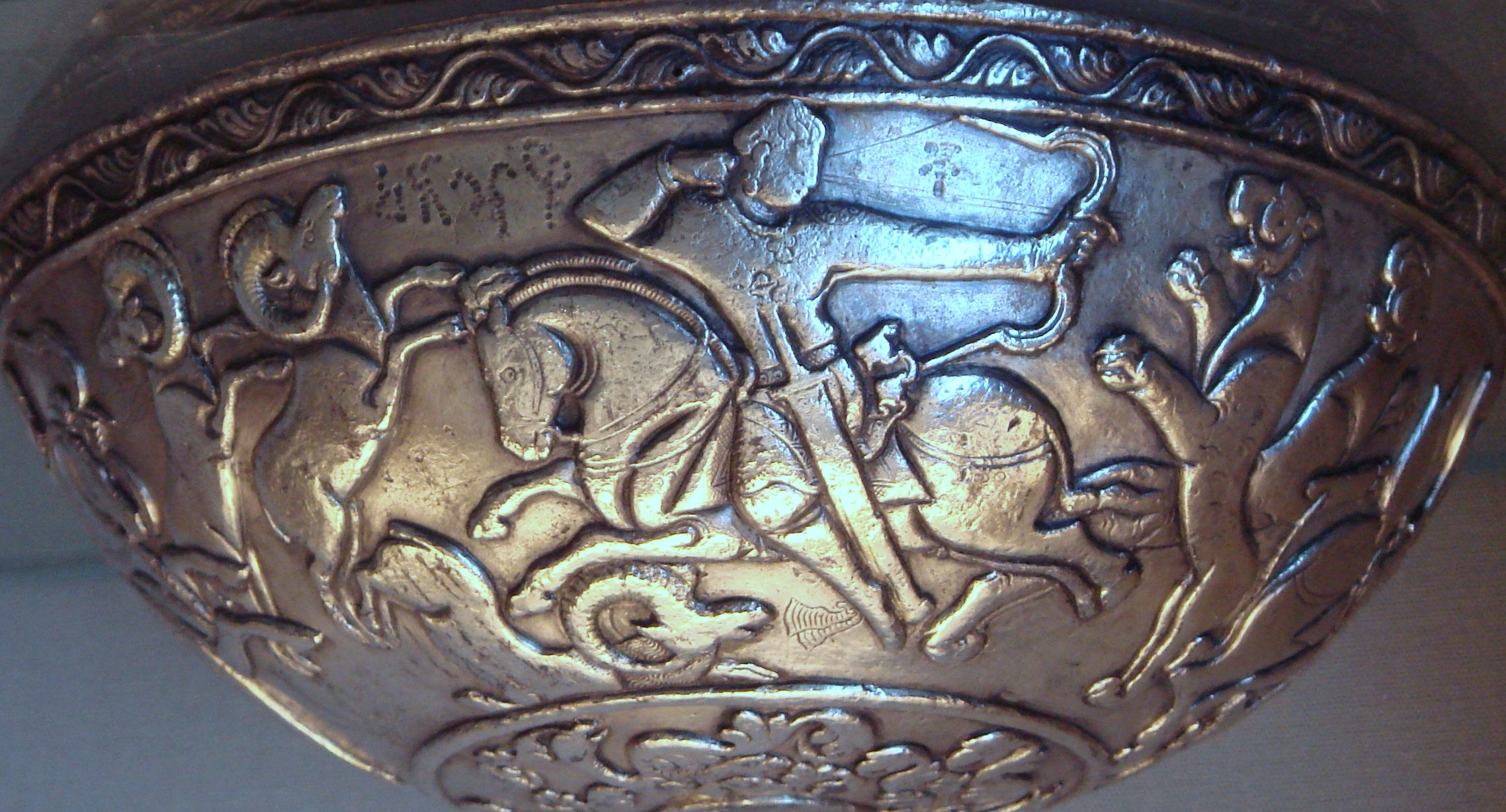
"에프탈 그릇", NFP 파키스탄, 서기 5세기 또는 6세기. 대영박물관.

## 같이 보기
- 쿠샨 제국
- 구르자라-프라티하라
- 알촌

## 참고 문헌
- Iaroslav Lebedynsky, "Les Nomades", 파리 2007,ISBN 978-2-87772-346-6